# ماكس أولريش
ماكس أولريش هو متزحلق جبال الألب كرواتي، ولد في 1994.
شارك في بطولة العالم للتزلج في جبال الألب 2015 في منتجع بيفر كريك الولايات المتحدة الأمريكية في رجال سوبر جي للرجال.